# Corydalis pseudotongolensis
Corydalis pseudotongolensis är en vallmoväxtart som beskrevs av M. Lidén. Corydalis pseudotongolensis ingår i släktet nunneörter, och familjen vallmoväxter. Inga underarter finns listade i Catalogue of Life.